# Aux hommes de bonne volonté
Pour plus de détails, voir Fiche technique et Distribution.
Aux hommes de bonne volonté (Good Will to Men) est un film américain d'animation réalisé par William Hanna et Joseph Barbera, sorti en 1955 et produit par Fred Quimby et Jack Chertok pour la Metro-Goldwyn-Mayer.